# Xã Ingraham, Quận Mills, Iowa
Xã Ingraham (tiếng Anh: Ingraham Township) là một xã thuộc quận Mills, tiểu bang Iowa, Hoa Kỳ. Năm 2010, dân số của xã này là 532 người.